# New Glarus (Wisconsin)
New Glarus es una villa ubicada en el condado de Green en el estado estadounidense de Wisconsin. En el Censo de 2010 tenía una población de 2.172 habitantes y una densidad poblacional de 470,87 personas por km².

## Geografía
New Glarus se encuentra ubicada en las coordenadas 42°48′46″N 89°38′1″O / 42.81278, -89.63361. Según la Oficina del Censo de los Estados Unidos, New Glarus tiene una superficie total de 4.61 km², de la cual 4.61 km² corresponden a tierra firme y (0%) 0 km² es agua.

## Demografía
Según el censo de 2010, había 2.172 personas residiendo en New Glarus. La densidad de población era de 470,87 hab./km². De los 2.172 habitantes, New Glarus estaba compuesto por el 96.92% blancos, el 0.64% eran afroamericanos, el 0.05% eran amerindios, el 0.55% eran asiáticos, el 0% eran isleños del Pacífico, el 1.2% eran de otras razas y el 0.64% pertenecían a dos o más razas. Del total de la población el 2.62% eran hispanos o latinos de cualquier raza.